# Empecamenta densipilis
Empecamenta densipilis är en skalbaggsart som beskrevs av Frey 1962. Empecamenta densipilis ingår i släktet Empecamenta och familjen Melolonthidae. Inga underarter finns listade i Catalogue of Life.